# Кузьменко Петро Павлович
Петр́о Па́влович Кузьме́нко (нар. 19 жовтня 1954, м. Умань, Черкаська область) — український політик. Колишній Народний депутат України.

## Освіта
З 1970 до 1974 року навчався на факультеті суднобудування Херсонського судно-механічного технікуму за фахом суднобудівник, а з 1977 до 1983 року — на факультеті «Технологія механізації верстатобудування» Вінницького політехнічного інституту за фахом інженер-механік. Також закінчив юридичний факультет Київського національного університету імені Тараса Шевченка.
Володіє німецькою мовою.

## Кар'єра
- 1973–1974 — збиральник корпусів металевих суден на Херсонському суднобудівному заводі.
- 1974–1976 — служба в армії.
- 1976–1977 — майстер інструментального цеху на заводі «Уманьсільмаш».
- 1977–1979 — головний механік автоколони 2234, м. Умань.
- 1979–1986 — заступник начальника, начальник цеху, заступник начальника відділу, начальник відділу, головний технолог заводу «Уманьсільмаш».
- 1986–1990 — головний інженер, генеральний директор ВО «Уманьфермермаш».
- 1990–1991 — голова Комітету з сільськогосподарського машинобудування при Раді Міністрів УРСР.
- 1991–2002 — директор ТОВ «Шанс».

Колишній член партії ВО «Батьківщина».

## Парламентська діяльність
Народний депутат України 4-го скликання з травня 2002 до травня 2006 за виборчім округом № 199 Черкаської області, самовисування. «За» 21.56 %, 13 суперників. На час виборів: директор ТОВ фірма «Шанс» (м. Умань), безпартійний. Член фракції СДПУ(О) (травень 2002 — грудень 2004), позафракційний (грудень 2004), член фракції партії «Єдина Україна» (грудень 2004 — лютий 2006), член фракції «Блок Юлії Тимошенко» (з лютого 2006). Секретар Комітету з питань промислової політики та підприємництва (з червня 2002).
Народний Депутат України 5-го скликання з травня 2006 до червня 2007 від «Блоку Юлії Тимошенко», № 100 в списку. На час виборів: народний депутат України, безпартійний. Член фракції «Блок Юлії Тимошенко» (з травня 2006). Член Комітету з питань промислової і регуляторної політики та підприємництва (з липня 2006). 15 червня 2007 достроково припинив свої повноваження під час масового складення мандатів депутатами-опозиціонерами з метою проведення позачергових виборів до Верховної Ради.
Народний депутат України 6-скликання з листопада 2007 до грудня 2012 від «Блоку Юлії Тимошенко», № 97 в списку. На час виборів: тимчасово не працював, член партії ВО «Батьківщина». Член фракції «Блок Юлії Тимошенко» (листопад 2007 — вересень 2010). Виключений з фракції «за співпрацю із більшістю». Член фракції Партії регіонів (з жовтня 2010). Заступник голови Комітету з питань промислової і регуляторної політики та підприємництва (з грудня 2007).

## Сім'я
Українець. Батько Павло Леонтійович (1917–1962). Мати Анастасія Герасимівна (1921–1993). Дружина Галина Іванівна (1961) — педагог, референт ТОВ «Шанс» (м. Умань). Син Олександр (1978) — помічник-консультант народного депутата України. Дочка Інна (1982) — студентка Київського національного університету імені Тараса Шевченка.

## Нагороди
Заслужений працівник промисловості України (лютий 2004). Почесна грамота Кабінету Міністрів України (грудень 2003).

## Діяльність
27 квітня 2010 року голосував за ратифікацію угоди Януковича — Медведєва, тобто за продовження перебування ЧФ Росії на території України до 2042 р.